# Lafayette Head
Lafayette Head, född 9 april 1825 i Howard County i Missouri, död 8 mars 1897 i Denver i Colorado, var en amerikansk republikansk politiker. Han var Colorados viceguvernör 1876–1879 under guvernören John Long Routt.
Head arbetade som indianagent och valdes 1874 till Coloradoterritoriets lagstiftande församling. Colorado blev 1876 delstat och Head valdes till viceguvernör.
Head avled 1897 i Denver och gravsattes på Conejos Cemetery i Conejos County. Han var gift med Maria Martina Martinez som avled 1888.